# Антропоцен

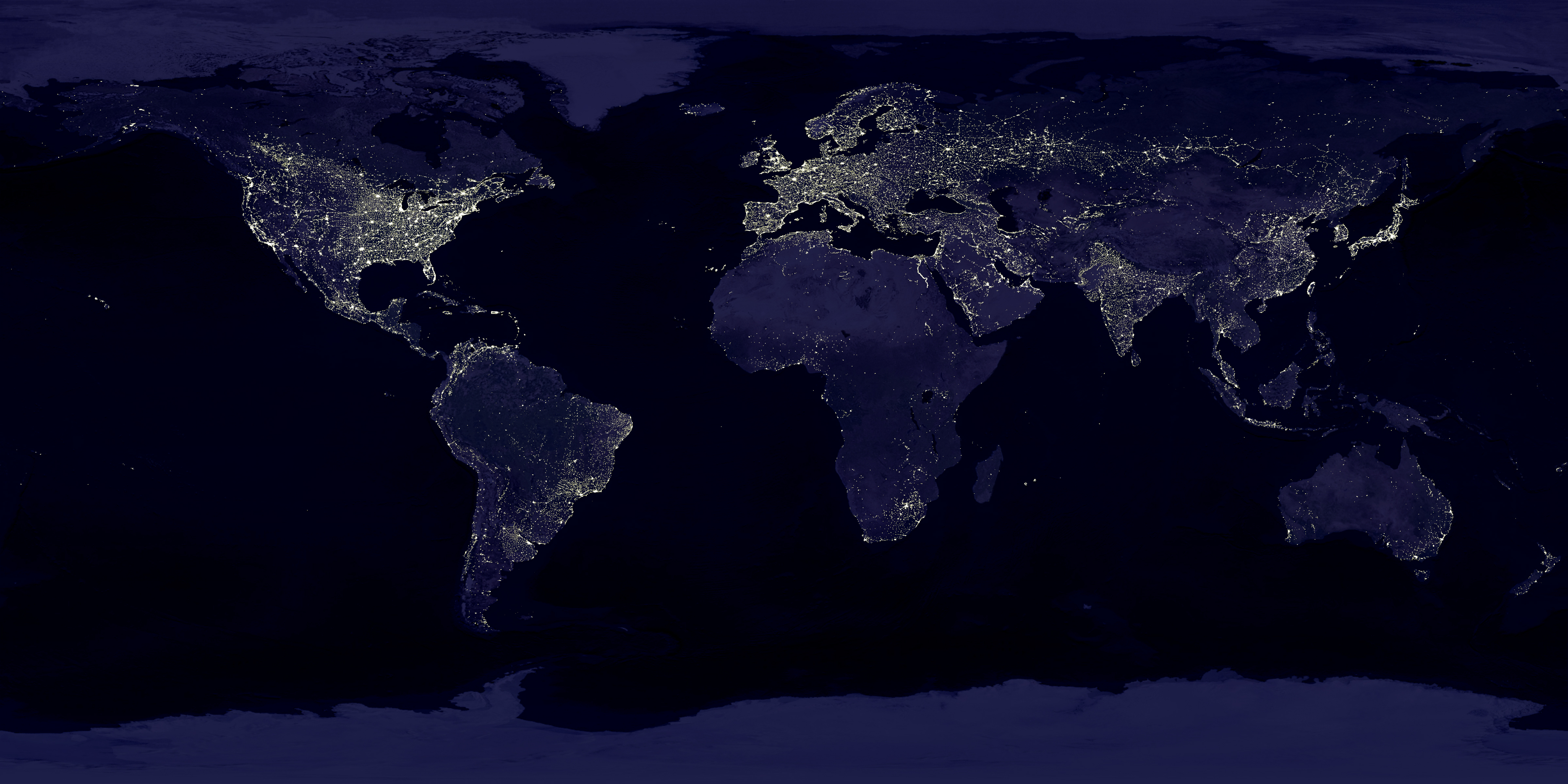
Сучасна панорама нічної Землі показує глобальний вплив людини на планету.

Антропоцен — неформальний геохронологічний термін, що позначає геологічну епоху, в якій рівень людської активності відіграє істотну роль в екосистемі Землі.
Цей термін увів у наукову практику в 1980-х роках еколог Юджин Стормер, а широко популяризував його фахівець з хімії атмосфери Нобелівський лауреат з хімії Пауль Крутцен, який вперше використав термін антропоцен 2000 року. 2008 року на розгляд Комісії зі стратиграфії Геологічного товариства Лондона надійшла пропозиція про виділення антропоцену як формальної одиниці геохронологічної шкали. Станом на середину 2015 року цю пропозицію розглядають спеціальні робочі групи геологічних наукових товариств.
Часова шкала антропоцену ще не визначена. Запропоновані варіанти початку епохи сильно відрізняються один від одного: початок промислової революції (кінець XVIII століття), розквіт сільського господарства, освоєння вогню близько 125 тисяч років тому та ін. Наприклад, за результатами останніх досліджень 2023 року, група вчених-фізиків з Університету Порту (Португалія) вважає, що початок епохи антропоцену припадає на середину XX ст., тобто якраз на пік ядерної ери. Більш того, вчені дійшли висновку, що подолавши певну межу, людству вже не вдасться відновити рівновагу клімату на Землі.

## Етимологія
Термін «антропоцен» (дав.-гр. ἄνθρωπος — «людина» + дав.-гр. καινός — «новий») — за аналогією з загальноприйнятим терміном «голоцен» (епоха, що триває останні 11 тис. років) — уперше застосував еколог Юджин Стормер, а потім, мабуть незалежно, широко популяризував хімік і фахівець з хімії атмосфери Нобелівський лауреат з хімії Пауль Крутцен. Стормер писав: «Я почав використовувати термін антропоцен у 1980-х роках, але не зміг формалізувати його, поки Пауль не зв'язався зі мною.» Пауль Крутцен згадував: «Я був на конференції, де хтось щось сказав про голоцен. Я раптово подумав, що це було неправильно. Світ занадто сильно змінився. Тому я сказав: „Ні, нині ми перебуваємо в антропоцені“. Я просто експромтом придумав це слово. Всі були шоковані. Але, схоже, слово прижилося». Крутцен вперше надрукував новий термін 2000 року в брошурі Міжнародної програми з геосфери-біосфери. 2008 року Заласєвич написав у журналі Американського геологічного товариства GSA Today, що в понятті епоха антропоцену є відповідний сенс.

## Визначення епохи
Зміни навколишнього середовища, що викликані діяльністю людини, найбільшою мірою виражені від початку промислової революції. Однак, американський палеокліматолог Вільям Руддімен висунув гіпотезу «раннього антропоцену», за якою епоха почалася близько 8 тис. років тому з появою фермерства. У той період, що має назву Неолітична революція, людина, ареал якої вже був поширений на всі материки крім Антарктики, перейшла від полювання і збирання до сільського господарства і тваринництва. Той період пов'язаний з вимиранням великих тварин, таких як мамути і нелітаючі птахи. З іншого боку, такий «ранній антропоцен» фактично збігається з голоценом, щільність населення Землі в той час була ще відносно низькою, а активність значно нижча, ніж в останні століття.

## Природа впливу людини

### Масове вимирання
Внаслідок діяльності людини відбулося вимирання великої кількості біологічних видів. Ймовірно людина прискорила природний процес зникнення видів у 100 або 1000 разів. Біомаса фітопланктону, яка становила близько 50 % всієї біомаси Землі що здійснює фотосинтез, знизилася на 40 % з 1950-х років через потепління океану.

### Клімат
Основна геологічно суттєва ознака людської активності — це збільшення рівня діоксиду вуглецю (CO2) в атмосфері Землі. Впродовж останнього мільйона років концентрація CO2 в атмосфері коливалася від 0,018 до 0,028 %. В результаті діяльності людини його рівень, починаючи з початку промислової революції, став рости. До 2011 року рівень CO 2 досягнув 0,039 % переважно в результаті спалювання викопного палива, включаючи вугілля, нафту і природний газ, а також виробництва цементу і знеліснення.